# Roucamps
Roucamps é uma ex-comuna francesa na região administrativa da Normandia, no departamento de Calvados. Estendeu-se por uma área de 5,39 km². Em 2010 a comuna tinha 194 habitantes (densidade: 36 hab./km²).
Em 1 de janeiro de 2017 foi fundida com as comunas de Aunay-sur-Odon, Bauquay, Campandré-Valcongrain, Danvou-la-Ferrière, Ondefontaine e Le Plessis-Grimoult para a criação da nova comuna de Formigny La Bataille.